# ハインツ・ケスラー
ハインツ・ケスラー（Heinz Keßler, 1920年1月26日 - 2017年5月2日）は、ドイツ民主共和国（東ドイツ）の軍人、政治家。国家人民軍航空軍司令官、国防相、人民議会議員などを務めた。最終階級は上級大将。

## 経歴
ドイツ東部のラウバン（現ポーランド領ルバン）生まれ。第二次世界大戦中、国防軍の兵士として従軍した。独ソ戦の勃発直後の1941年7月にソ連軍に投降し、自由ドイツ国民委員会（NKFD）の反ファシズム抵抗運動に参加した。戦後、彼はドイツ社会主義統一党（SED）に入党した。1946年、ケスラーは自由ドイツ青年団（Freie Deutsche Jugend）の創設メンバーの1人となった。同年、彼はSED中央委員となった。
ケスラーは1956年9月から空軍司令官、1967年3月から参謀総長、1979年1月から政治総局（ドイツ語: Politische Hauptverwaltung）局長を務め、また1956年から85年まで国防次官を兼ねた。その後1985年12月3日にカール＝ハインツ・ホフマンの後任で国防相となった。また1986年には、彼は党中央委員会政治局員となった。
ベルリンの壁崩壊後の 1990年に、ケスラーはSEDから改名した民主社会党（PDS）から除名された。ドイツ再統一後に国家安全保障評議会の元メンバーとともにベルリンの壁での発砲命令をめぐって裁判にかけられ、1993年に懲役7年半の判決を受けた。1998年にベルリンの刑務所を出所した。ケスラー自身はベルリンの壁崩壊以前から、発砲命令の存在自体を否定する発言を続けていた。
晩年は夫人と共にベルリン・リヒテンベルク区に隠棲していた。2009年には、ミニ政党の一つ「ドイツ共産党＝DKP」（第二次世界大戦前のドイツ、および同戦後の旧西ドイツにて短期間だけ存在していたドイツ共産党＝KPDとは別組織）に入党している。2011年にはベルリン市議会選挙にDKPの候補として出馬したが、落選した。2013年に妻に先立たれ、最晩年はカトリック系の養老院で生活した。
2017年5月2日、ベルリンにて死去。97歳没。

## 文献
- Kessler, Heinz: Zur Sache und zur Person : Erinnerungen. Berlin, 1996, ISBN 392916163X